# Orontes (poble)
Els orontes foren un poble d'Assíria esmentat per Plini el Vell, que diu que vivien a l'est de Gaugamela. Correspondrien a la moderna tribu kurda dels Rowandi. El seu nom deriva de l'ètim persa Erwend.